# Зауэрбрух, Фердинанд
Эрнст Фердинанд Зауэрбрух (нем. Ernst Ferdinand Sauerbruch; 3 июля 1875, Бармен, Германская империя — 2 июля 1951, Восточный Берлин, ГДР) — немецкий хирург, один из основоположников грудной хирургии. Основные труды посвящены хирургическому лечению туберкулёза, рака лёгких, болезней пищевода и средостения.

## Биография
Родился в 1875 году в семье мелкого торгового служащего. После окончания гимназии, обучения на медицинских факультетах Марбургского и Йенского университетов, и защиты диссертации в Лейпциге (1901), Зауэрбрух 2 года работал в больнице Эрфурта. В 1903 году Зауэрбруху удалось поступить на работу в качестве ассистента в клинику Йоханна Микулича, известного ученика Теодора Бильрота, в Бреслау. В 1904 г. Ф. Зауэрбрух совместно с Й. Микуличем осуществил чресплевральную торакотомию при градиенте (разнице) давлений. В 1910—1918 гг. — директор хирургической клиники в Цюрихе (Швейцария), с 1918 заведующий кафедрой хирургии в Мюнхене, затем в Берлине в больнице Шарите.
Основные труды посвящены грудной хирургии, главным образом проблемам, связанным с радикальными вмешательствами на лёгких. Пытаясь устранить вредные последствия открытого пневмоторакса и плевропульмонального шока, предложил понижать внутригрудное давление, помещая больного в специальную герметическую камеру. С помощью камеры осуществил операции при туберкулёзе и раке лёгких, болезнях пищевода и средостения.
После капитуляции нацистской Германии в 1945 году больница Шарите возобновила работу в прежних помещениях, и Ф. Зауэрбрух вновь возглавил хирургическое отделение, работая уже в условиях оккупированной войсками союзников Германии, и далее в ГДР. Умер в Восточном Берлине и похоронен на Ванзейском кладбище.

## Интересные факты
- Относительно успеваемости в гимназии его биограф[кто?] отмечает буквально следующее: «Ф. Зауэрбрух — крупнейший хирург нового времени, мыслитель и философ — в аттестате зрелости имел такие оценки, что в нынешних условиях он и помышлять не смел бы об учёбе на медицинском факультете университета».[источник не указан 705 дней]
- Историками отмечалось близкое знакомство Ф. Зауэрбруха и главного армейского хирурга Николая Бурденко — до войны они вместе учились и стажировались в ведущих клиниках Европы[6].

## Награды
- Немецкая национальная премия в области искусства и науки[нем.] (1937)
- Крест «За военные заслуги» 2-го и 1-го класса с мечами
- Рыцарский крест Креста «За военные заслуги» с мечами (11 октября 1943)

## Научные труды
- Sauerbruch, F. (1904). Zur Pathologie des offenen Pneumothorax und die Grundlagen meines Verfahrens zu seiner Ausschaltung. Mitteilungen aus den Grenzgebieten der Medizin und Chirurgie, 13, 399—482.
- Sauerbruch, F. (1920). Die Chirurgie der Brustorgane. Julius Springer.
- Sauerbruch, F. (1931). Operative beseitigung der angeborenen trichterbrust. Langenbeck’s Archives of Surgery, 234(1), 760—764.
- Sauerbruch, F. (1926). Heilkunst und Naturwissenschaft. Naturwissenschaften, 14(48-49), 1081—1090.